# Generazioni d'amore - Le quattro Americhe di Fernanda Pivano
Generazioni d'amore - Le quattro Americhe di Fernanda Pivano è un documentario del 2001 diretto da Ottavio Rosati.

## Trama
Generazioni d'amore è un ritratto cinematografico dell'americanista Fernanda Pivano (1917-2009) ambasciatrice di quattro generazioni di scrittori americani, da Edgar Lee Masters a Scott Fitzgerald ed Hemingway, da Kerouac a Erica Jong e Harold Brodkey. Jovanotti le dedica un rap mentre vari testimonial (da Bernardo Bertolucci a Piera degli Esposti e Luciano Benetton) leggono i ritratti del libro I miei quadrifogli (2000). Il documentario, girato nella casa di Trastevere della Pivano popolata di pappagalli e altri animali domestici, racconta il conflitto tra la sessuofobia dell'educazione vittoriana della Pivano e il suo amore per la contro-cultura e i poeti beat fotografati dal marito Ettore Sottsass.

## Distribuzione
Dopo la presentazione al 19° Torino Film Festival un misterioso incendio, di natura non dolosa, impedì la proiezione di Farewell to beat (Fandango) di Luca Facchini, un secondo ritratto, ufficiale anziché intimo, della scrittrice prodotto da Domenico Procacci. Il fenomeno mise in crisi il lungo rapporto tra la Pivano e Rosati iniziato nel 1972. La riedizione in DVD del 2020 interpreta l'incendio del Torino Film Festival, scoppiato nel momento in cui la Pivano mise piede nella sala del cinema, in termini di una sincronicità junghiana, legata all'archetipo di Eros come fuoco. Questa ipotesi è stata al centro di lezioni universitarie, seminari e tesi sulle coincidenze significative nel senso di Jung e Marie-Louise von Franz.

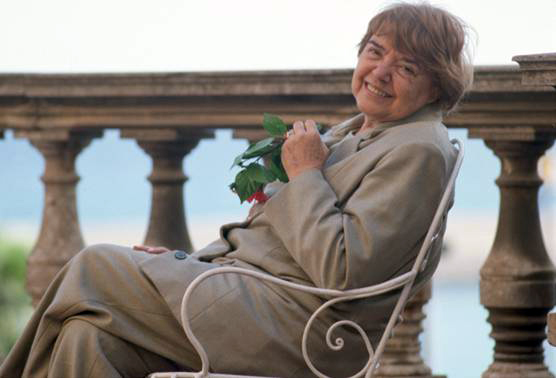
Pivano a S. Margherita Ligure

## Reazioni e conflitti
A Cinecittà la Pivano disse a Fellini: Federico, a Roma non faccio la dolce vita ma una vita dolce sì. Poi però obiettò a Grazia Volpi che Generazioni d'amore, col suo timbro emotivo e beat, potesse sembrare un bellissimo madrigale d‘amore che lei riteneva incompatibile col suo personaggio pubblico di critico letterario e moglie rimasta fedele a Sottsass anche dopo la separazione. Il conflitto tra questo documentario montato a Cinecittà e quello ufficiale che la Pivano volle girare subito dopo in America per la Fandango sembra espresso nel disegno di un bambino di Trastevere che la ritrae in bicicletta tra il Duomo e il Colosseo: Milano-Roma, Roma-Milano, pedala-pedala, Fernanda-Pivano.
Il docufilm segna la fine del forte legame col regista. Ottavio Rosati espliciterà la matrice biografica di Generazioni d'amore con il suo corto autobiografico Perdo-Nanda Pivano (2018).

## Produzione
La prima edizione del 2001 è prodotta da Grazia Volpi per Ager3 con le sequenze delle letture pubbliche di Allen Ginsberg, Peter Orlovsky, Meredith Monk e Gregory Corso girate da Costanzo Allione al Naropa Institute di Boulder per Fried Shoes Coocked Diamonds (1979). Nel 2007 Plays acquisisce i diritti dominicali dell'opera. La nuova edizione del 2020 in DVD con un booklet sul Teatro Stabile di Psicodramma, ideato dalla Pivano e Rosati con Aldo Carotenuto psicoanalista della scrittrice, nasce con la collaborazione di Elda Ferri (Jean Vigo Italia). L'home video del 2020 distribuito dall'Istituto Luce Cinecittà comprende due nuovi testi interpretati da Milena Vukotic. Nel giugno del 2021, per la proiezione del film all'Istituto Italiano di Cultura di Vienna Plays presenta lo psicodramma Quattro deformazioni sul rapporto tra Pivano e Rosati dagli anni Settanta ai Novanta e annuncia la sceneggiatura del biopic Il fuoco e le lune.

## Voci correlate

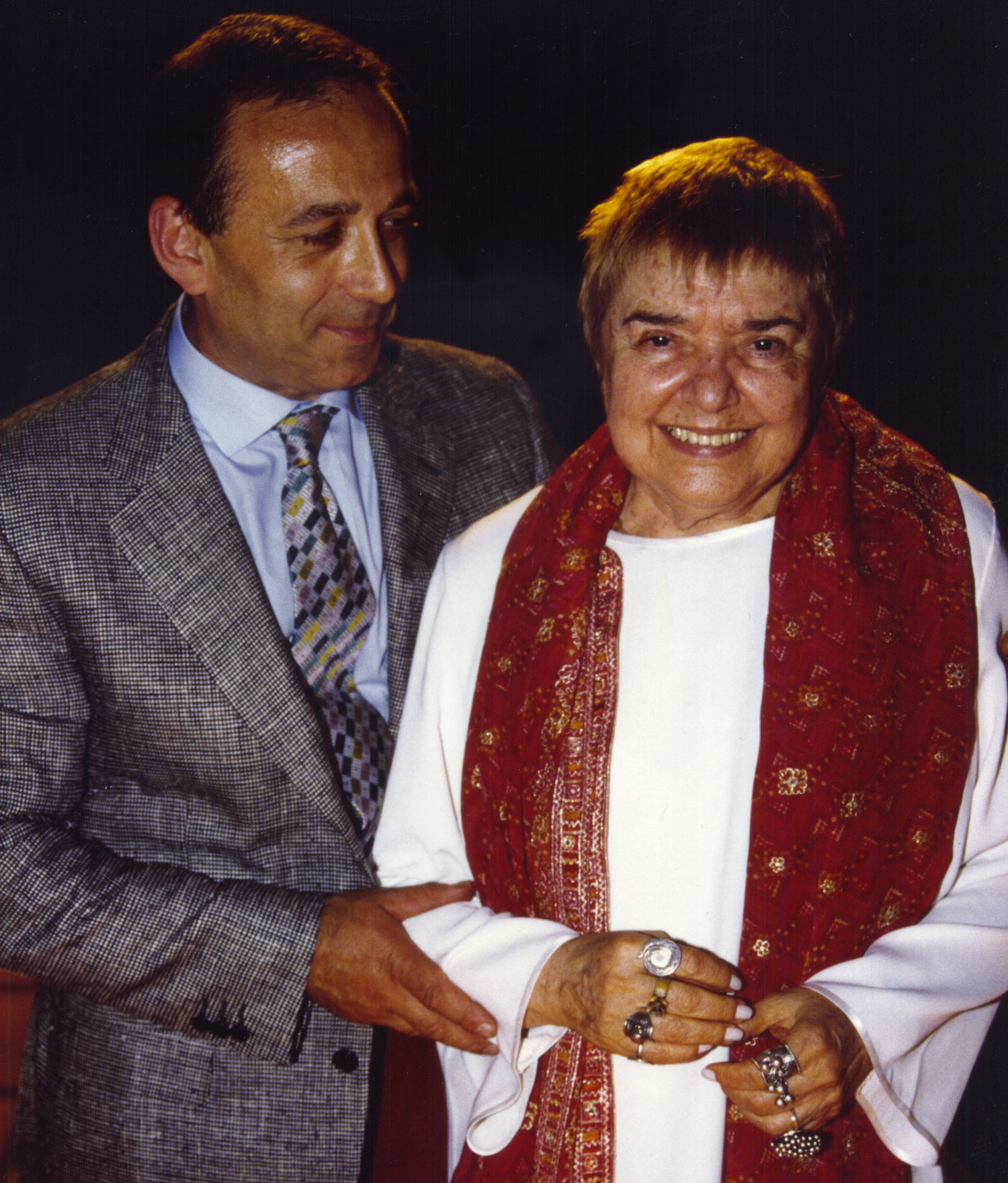
Rosati e Pivano presentano Amici scrittori